# Arras-sur-Rhône
Arras-sur-Rhône è un comune francese di 543 abitanti situato nel dipartimento dell'Ardèche della regione dell'Alvernia-Rodano-Alpi.

## Società

### Evoluzione demografica
Abitanti censiti